# Rudolf Odebrecht

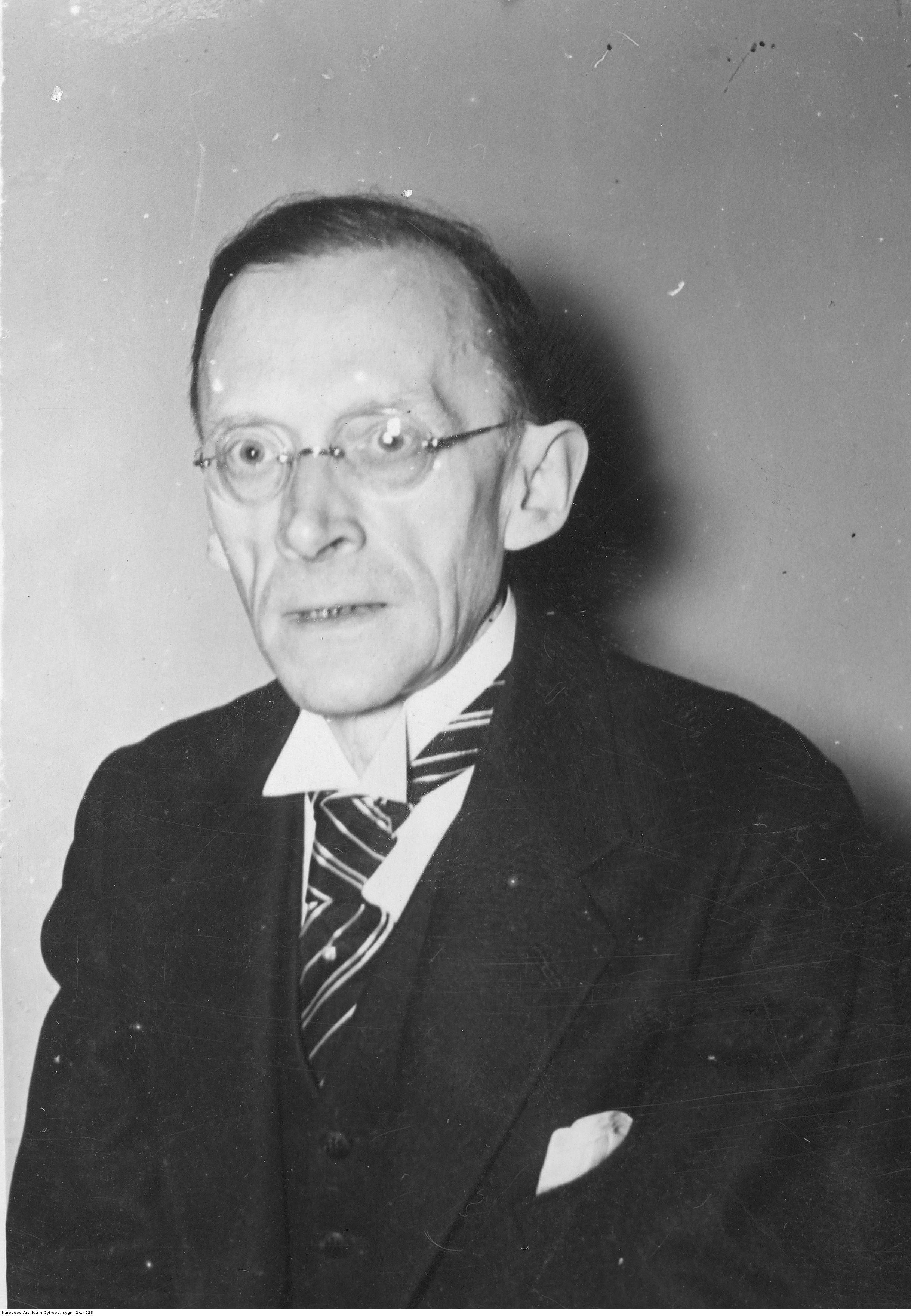
Rudolf Odebrecht, 1942

Rudolf Odebrecht (* 9. März 1883 in Berlin; † 31. Mai 1945 ebenda) war ein deutscher Philosoph.

## Leben
1902 legte der Sohn des Versicherungsbeamten Paul Odebrecht (1839–1909) das Abitur am renommierten Friedrichs-Gymnasium Berlin ab und studierte dann Mathematik und Philosophie bis 1906 in Berlin. Die Promotion vollzog er an der Universität Erlangen. Die geplante Habilitation scheiterte an Geldnot. Von 1910 bis 1945 arbeitete er im höheren Schuldienst mit den Fächern Mathematik und Physik an verschiedenen Berliner Gymnasien. Er engagierte sich für eine Einführung des Faches Philosophie im Gymnasium. Daneben betrieb er philosophische Studien mit dem Schwerpunkt Ästhetik. 1931 gab er die Ästhetik Friedrich Schleiermachers heraus. Er habilitierte sich 1931 in Berlin bei Max Dessoir. Dort erhielt er 1939 mit Empfehlung Eduard Sprangers eine apl. Professur.
Odebrecht trat zum 1. April 1933 der NSDAP bei (Mitgliedsnummer 1.668.090). Zeitweise war er danach Obmann der NS-Bewegung am Berliner Seminar. 1935 wurde er aus gesundheitlichen Gründen abgelöst. Mehrfach versicherte er seine aufrichtige nationalsozialistische Gesinnung, vermutlich um endlich vom Schuldienst befreit zu werden. Er versprach, eine „arteigene“ Philosophiegeschichte zu schreiben. Bis zum Kriegsende fand er kein Gehör und galt als zu alt für neue Aufgaben.